# Idalus lucens
Idalus lucens är en fjärilsart som beskrevs av Druce 1901. Idalus lucens ingår i släktet Idalus och familjen björnspinnare. Inga underarter finns listade i Catalogue of Life.